# تياغو رودريغوس دي أوليفيرا
تياغو رودريغوس دي أوليفيرا (بالبرتغالية: Thiago Rodrigues de Oliveira Nogueira‏) هو لاعب كرة قدم برازيلي في مركز حراسة المرمى، ولد في 20 أكتوبر 1988 في كوريتيبا في البرازيل. لعب مع نادي بارانا ونادي فيغورينسي ونادي كاشياس دو سول.

## وصلات خارجية
- تياغو رودريغوس دي أوليفيرا على موقع قاعدة بيانات كرة القدم.إي يو (الإنجليزية)
- تياغو رودريغوس دي أوليفيرا على موقع Soccerway.com (الإنجليزية)